# Bailadores
Bailadores – miasto w Wenezueli, w stanie Mérida.